# Paul Fiskar
Paul Fiskar (* 10. Januarjul. / 23. Januar 1908greg.; † unbekannt) war ein estnischer Fußballspieler.

## Karriere
Paul Fiskar spielte in seiner Vereinskarriere 1927 bei Võitleja Tallinn, und mindestens in den Jahren 1932, 1934 und 1936 für den VVS Puhkekodu Tallinn. Für die Estnische Fußballnationalmannschaft absolvierte er im Jahr 1927 ein Länderspiel gegen Litauen in Kaunas.